# Mark Wilkinson (dessinateur)
Pour les articles homonymes, voir Wilkinson et Mark Wilkinson.
Mark Wilkinson est un dessinateur/illustrateur anglais né le 3 octobre 1952 à Windsor (Angleterre). Évoluant dans un style proche du surréalisme, il est surtout connu pour avoir dessiné les artworks de très nombreux groupes anglais, des années 1970 à aujourd'hui, notamment pour le groupe Marillion. Maîtrisant diverses techniques graphiques, il est en outre considéré comme un des maîtres de l'aérographe.

## Biographie
Son premier artwork est celui du single Market Square Heroes de Marillion en 1982. Par la suite, il réalisera tous les artworks du groupe, participant à sa renommée internationale, jusqu'en 1988. Quand le chanteur du groupe, Fish, entamera une carrière solo, il dessinera également ses pochettes.
Bien que Mark Wilkison soit toujours associé à Marillion et Fish similairement à Roger Dean et Yes ou encore à Paul Whitehead pour Genesis, il a également collaboré avec une multitude d'artistes, parmi lesquels on retrouve Judas Priest, Iron Maiden, Bon Jovi, Jimmy Page, the Who ou encore Kylie Minogue.
En dehors du domaine musicale, il a également dessiné pour des couvertures de romans ou des publicités. En 2000, il collabore avec Fish pour son livre, The Masque, où ce dernier explique la signification des artworks de Marillion.